# Castillo de San Juan de las Águilas
El castillo de San Juan de las Águilas es una fortificación militar construida en el siglo XVIII que se encuentra situada sobre la actual población de Águilas (Murcia, España). Es Bien de Interés Cultural desde 1982.

## Historia
En 1579, durante el reinado de Felipe II se levantó sobre el promontorio de las Águilas una torre vigía, denominada de San Juan, dentro del proyecto encomendado a Vespasiano I Gonzaga de defensa del litoral mediterráneo español contra los ataques de los piratas berberiscos. Dicha torre sería muy similar a la cercana Torre de Cope y serviría para avisar a las tropas de Lorca de ataques enemigos.
Esta torre se vio afectada por un terremoto en 1596 y finalmente fue destruida por los ataques berberiscos en el año 1643. En este mismo año se le comunica a Felipe IV que la torre ha sido destruida y ya en el año 1652 el rey ordena al Concejo de Lorca que la reconstruya.
Hacia 1751, reinando Fernando VI, Sebastián Feringán, ingeniero director de las obras del Arsenal de Cartagena, informa de la ruina de esta torre al marqués de la Ensenada y presenta un proyecto de construcción de un nuevo castillo. Las obras de construcción de la nueva fortaleza de San Juan de las Águilas se inician poco después, concluyéndose en 1756.
En la actualidad el castillo se ha restaurado y es visitable.